# H.120
H.120 является первым стандартом сжатия цифрового видео. Был разработан COST 211 и опубликован CCITT (сейчас ITU-T) в 1984, обновлен в 1988, включив дополнения сторонних организаций. Видео, закодированное согласно стандарту не обладает приемлемым качеством, существует малое количество реализаций стандарта, и не существует кодеков этого формата. Стандарт представляет интерес только при изучении его непосредственных продолжателей, таких как H.261.

## Формат потока
Потоки H.120 имеют битрейт 1544 кбит/с для NTSC и 2048 кбит/c для PAL. Version 1 (Версия 1) (1984) поддерживает адаптивное заполнение, дифференциальную импульсно-кодовую модуляцию, скалярное квантование, кодирование с переменной длиной и опционально семплинг. Version 2 (Версия 2) (1988) добавляет поддержку компенсации движения и
фонового предсказания. Окончательная версия (без внесения улучшений в технологию) была опубликована в 1993 после основания ITU-T для замены стандарта CCITT.

## Проблемы и сделанные выводы
Видео, закодированное H.120 имеет недостаточное для реального использования качество — оно имеет очень хорошее пространственное разрешение (так как дифференциальная импульсно-кодовая модуляция кодирует каждый пиксель отдельно), но очень плохое качество во времени. Для исследователей стало очевидно, что для улучшения качество видео без увеличения битрейта потока необходимо кодировать используя примерно (или менее чем) один бит на пиксель. Это означает, что группы пикселей должны быть закодированы совместно. Впоследствии были разработаны блочные кодеки — преемники H.120, такие как H.261, первый стандарт сжатия видео, пригодный для практического использования.

## Внешние ссылки
- H.120 : Codecs for videoconferencing using primary digital group transmission (ITU-T)